# Otterup HK
Otterup HK er en håndboldklub fra Otterup, der i sæsonen 2012/13 spiller i 1. division (håndbold) hos herrerne og i 3. division hos damerne. Herreholdet trænes af Sune Gren og Martin Bækhøj og dameholdet af Kim F. Jensen. Formanden hedder Henrik Svensson.